# Нападения на синагоги и церкви Дагестана
23 июня 2024 года в Махачкале и Дербенте (Дагестан, Россия) вооружённые боевики осуществили серию скоординированных нападений на синагоги и церкви, а также пост ДПС. В ходе атак погибли 22 человека, в том числе 17 сотрудников правоохранительных органов (один из них умер от тяжёлых ранений на следующий день) и протоиерей Николай Котельников; 5 нападавших были впоследствии убиты сотрудниками правоохранительных органов. Были сожжены две синагоги, одна из них — памятник градостроительства и архитектуры. Повреждены две православных церкви.
В регионе ввели режим контртеррористической операции. СК РФ сообщил о возбуждении уголовного дела по статье «Террористический акт» (статья 205 УК РФ). В Махачкалу и Дербент ввели военную технику. В Дагестане власти объявили трёхдневный траур.

## Предыстория
Северо-Кавказский регион на юге России охвачен конфликтом с 1990-х годов. Этот регион пережил две значительные войны с участием Чеченской республики Ичкерия в период с 1994 по 2000 год. После чеченских войн в 2010-е годы продолжалась серия террористических атак и столкновений между российскими и исламистскими силами. С 2017 года на Северном Кавказе наблюдается возобновление насилия, приписываемого ИГ.
Дербент и Махачкала — города в республике Дагестан на российском Северном Кавказе, в которых большинство населения составляют представители мусульманских народов Кавказа (около 92 % в Дербенте и 84 % в Махачкале, по данным переписи 2021 года). В то же время, в этих городах также исторически проживают меньшинства этнических русских и горских евреев.
В 2019 году в центре Дербента возвели памятник дружбы трёх религий, в композицию которого включены три фигуры: раввин, священник и имам. Прототипом православного священника из этой троицы стал настоятель дербентского православного храма Покрова Пресвятой Богородицы протоиерей Николай Котельников.
В 2023 году в Дагестане, Карачаево-Черкесии и Кабардино-Балкарии прошёл ряд антисемитских акций. Рост в регионе исламского антисемитизма произошел на фоне обострения палестино-израильского конфликта.
Также, 16 июня 2024 года, за неделю до произошедших событий, произошёл захват исламистами заложников в СИЗО Ростова-на-Дону, в котором так же, как и в Дагестане, приняли участие сторонни такфиризма — радикального и запрещенного в России исламистского течения, которое выступает против христиан и иудеев, а также тех мусульман, которые вступили в сговор с «неверными».

## Ход событий

### Подготовка
Боевики готовили теракты около месяца — с середины мая. В день атак свои действия они координировали в закрытом чате на шесть человек. Фотография настоятеля дербентского храма Покрова Пресвятой Богородицы Николая Котельникова была закреплена в чате, предполагается, что он был первой и конкретной целью нападавших.

### Дербент

#### Синагога Келе-Нумаз

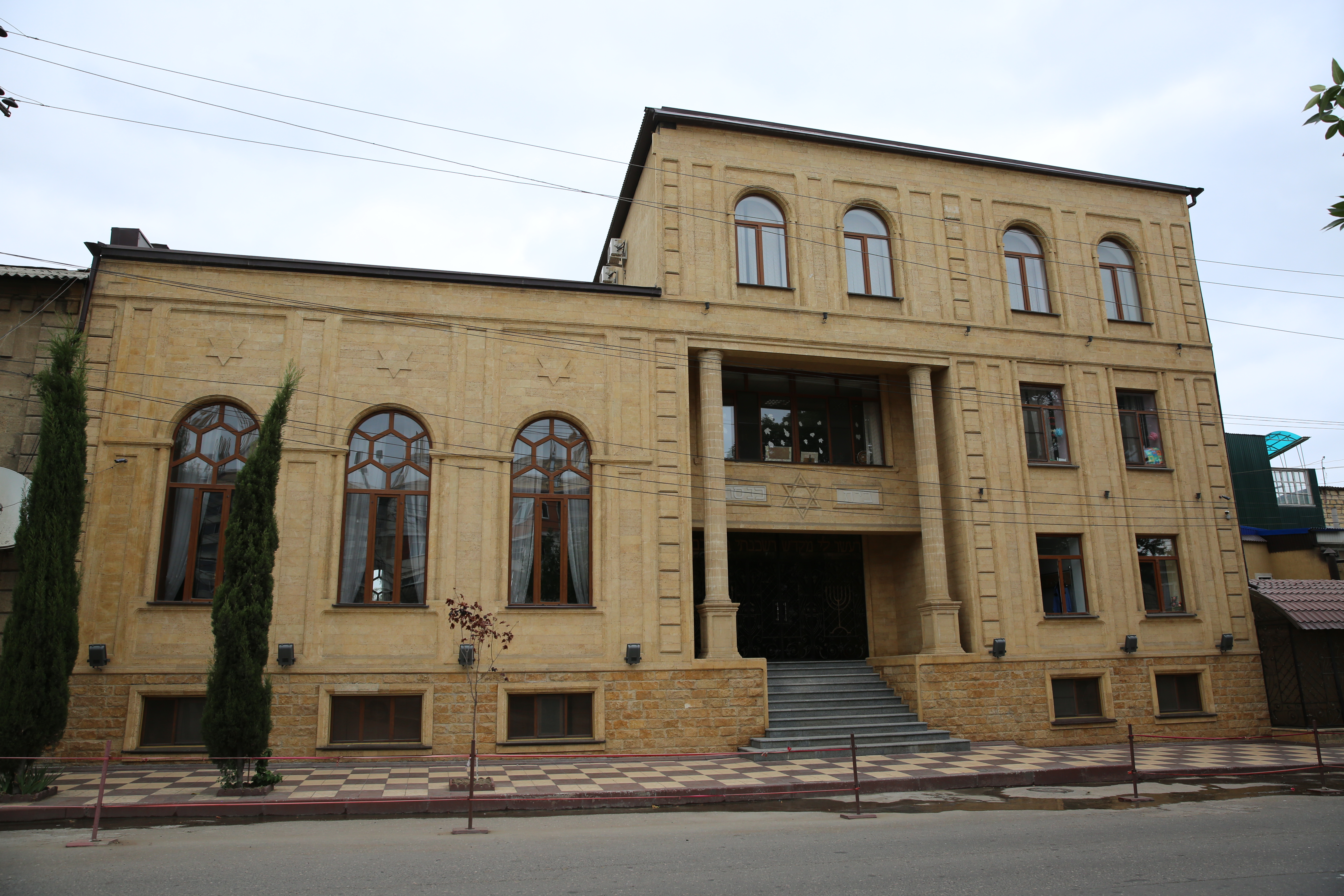
Синагога Келе-Нумаз, памятник градостроительства и архитектуры

В Дербенте 23 июня около 17:50 боевики атаковали с оружием и коктейлями Молотова синагогу Келе-Нумаз (основана в 1914 году, последняя синагога города) на улице Таги-Заде.
После антисемитских волнений на Северном Кавказе в 2023 году синагога находилась под наружной охраной полиции и внутренней охраной частного охранного предприятия.
Во время нападения все полицейские снаружи и охранники внутри были убиты. Саму синагогу, памятник градостроительства и архитектуры XIX века, нападавшие подожгли, бросив бутылки с зажигательной смесью. Здание синагоги было полностью уничтожено в ходе пожара. К 1:00 24 июня пожар в разрушенной синагоге потушили.
Нападавшие на синагогу в Дербенте оставили две надписи — 2:120 и 8:39. Они отсылают к сурам Корана, обратил внимание политик Олег Шеин. Первая — «Иудеи и христиане не будут довольны тобой, пока ты не станешь придерживаться их религии», а вторая — «Сражайтесь с ними, пока у них не исчезнет искушение и их поклонение не будет полностью посвящено Аллаху». Главный научный сотрудник Института востоковедения РАН Дмитрий Микульский назвал «манипуляциями радикалов» то, что они в оправдание своих действий привели ссылки на эти аяты Корана. «Прежде всего, Коран — это книга, призывающая к добру и миру. Значительная часть аятов имеют общий, мировоззренческий смысл. Но есть аяты, ниспосланные по конкретным ситуациям, в которых оказался пророк Мухаммад и первые мусульмане. Эти аяты именно об этом говорят. И распространять их на сегодняшнюю ситуацию — это манипуляция. В Коране также сказано: „Сражайтесь с ними, если они сражаются с вами“. Разве иудеи и православные Дагестана сражаются сейчас с мусульманами?» — сказал ученый.

#### Храм Покрова Пресвятой Богородицы

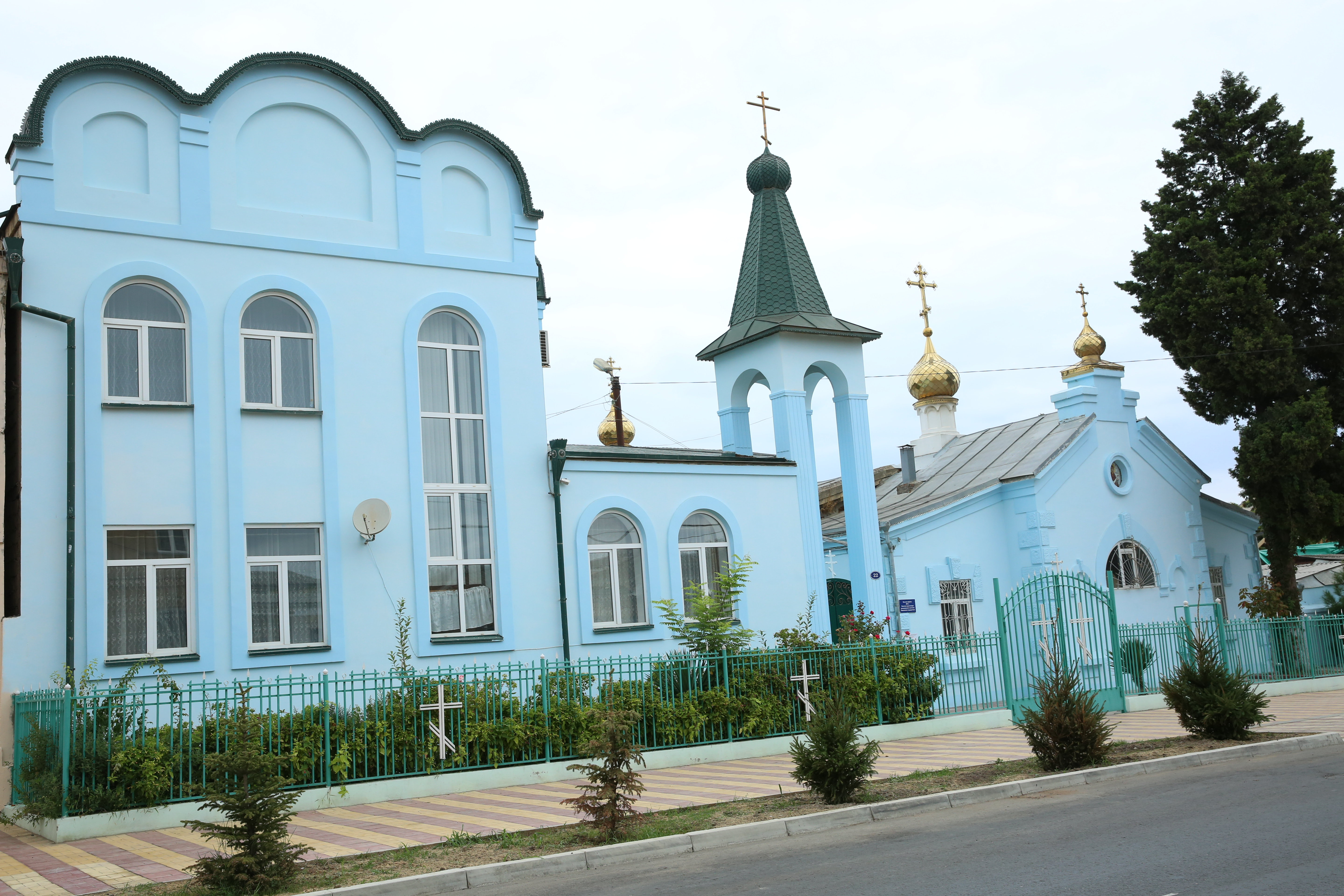
Церковь Покрова Пресвятой Марии в Дербенте,, памятник градостроительства и архитектуры, единственный сохранившийся православный храм в городе

Православный храм Покрова Пресвятой Богородицы на улице Ленина в Дербенте (это последний сохранившийся православный храм Дербента, построен в 1899 году) также подвергся атаке с применением автоматов и бутылок с зажигательной смесью. 
Сообщалось, что в ходе нападения настоятелю храма, 66-летнему протоиерею Николаю Котельникову, перерезали горло; в то же время дочь протоиерея сообщила, что нападавшие подожгли икону в храме, а священника убили выстрелом в голову в его доме. 

#### Последующие события
Боевиков заблокировали в помещении вблизи ресторана «Хаял», а после 21:00 центр города обесточили. На 22:06 ещё один боевик был задержан.

### Махачкала

#### Синагога на улице Ермошкина
В Махачкале группа людей в 18:00 обстреляла синагогу на улице Ермошкина, 111, которая загорелась, один человек в синагоге был убит. Синагогу тушить запретили из-за террористической угрозы. По данным МИД Израиля, боевики убили двух охранников синагоги (не евреев), а евреев или израильтян среди пострадавших нет. При нападении на синагогу обстреляли пост ДПС. На видео трое боевиков, захвативших машину патрульной службы, ведут перестрелку; двое из них открыли огонь в сторону полицейских, в то время как ещё один находится в машине.
Предварительно сообщалось, что среди нападавших были Осман и Адиль (сыновья Магомеда Омарова, главы Сергокалинского района Дагестана) и его племянник, и что всех троих ликвидировали и опознали; после выяснилось, что Адиль был задержан и не участвовал в нападении. 
Сообщалось о задержании части нападавших на пляже «Берёзка», однако впоследствии выяснилось, что они не были связаны с этими преступлениями, так как не были вооружены, но при этом с собой у них могли быть наркотические вещества.

#### Свято-Успенский кафедральный собор
После атаки на синагогу боевики совершили нападение и на Свято-Успенский кафедральный собор 1906 года — объект культурного наследия народов России, который находится на улице Орджоникидзе.
В 19:50 Национальный антитеррористический комитет заявил о ликвидации двух боевиков, а ещё двое были задержаны. Примерно в 21:00 в город ввели бронетехнику.

## Нападавшие (подозреваемые)
Первоначально, ряд чиновников от партии «Единая Россия», в числе которых Абдулхаким Гаджиев, Сергей Меняйло и Дмитрий Медведев, прямо или косвенно пытались возложить ответственность за произошедшее на внешние силы, в том числе Украину и НАТО. Однако, уже вскоре выяснилось, что за терактом стоят родственники самих же чиновников из «Единой России», среди которых глава Сергокалинского района Дагестана Магомед Омаров и бывший мэр Махачкалы Муса Мусаев. Магомед Омаров был задержан и допрошен ФСБ. О радикальных взглядах членов своей семьи он знал. Партия «Единая Россия», членом которой являлся Омаров, удалила упоминания о чиновнике со своего сайта в тот же день. На следующий день пресс-служба «Единой России» сообщила об исключении Магомеда Омарова из партии. Муса Мусаев также был отстранен от должности и исключен из «Единой России» ещё в 2018 году, в ходе коррупционного скандала. 
Позже глава республики Сергей Меликов заявил, что один из боевиков ранее был среди участников антисемитских беспорядков в аэропорту Махачкалы, но не назвал конкретное имя.
Убитые нападавшие:
1. Осман Омаров, 31 год[45], сын главы Сергокалинского района Магомеда Омарова[46]. В 2012 году работал на Дербентском коньячном комбинате, затем в местном филиале «Сбербанка». В 2017 году получил статус ИП для разведения животных — птицы, овец, коз и крупного рогатого скота[47];
2. Абдусамад Амадзиев, 32 года[45], племянник главы Сергокалинского района Магомеда Омарова[46], бывший сотрудник местной газораспределительной компании[47];
3. Гаджимурад Кагиров, 28 лет[45][48], двоюродный племянник бывшего мэра Махачкалы Мусы Мусаева[49], боец в клубе Eagles MMA Хабиба Нурмагомедова и воспитанник его отца Абдулманапа Нурмагомедова[50]. За карьеру в MMA он успел провести два боя.
4. Али Закаригаев, 36 лет, экс-председатель (до 2022 года) сергокалинского отделения партии «Справедливая Россия — Патриоты — За правду»[51][52], племянник Магомеда Омарова[53][54];
5. Далгат Даудов, 43 года, экс-руководитель жилищно-строительного кооператива в Сергокале[3].

Первое время сообщалось, что сын Магомеда Омарова, Адиль Омаров, участвовал в теракте. Однако, по данным The Insider, Адиль Омаров жив, не участвовал в теракте, задержан полицией. 
Спустя три дня после теракта сыновья Магомеда Омарова записали видео, прося прощения за участие брата в теракте.
Ряд нападавших (все они жители республики) присутствуют в базах данных МВД (отмечены связями с ваххабитами). По данным силовиков Дагестана: «Судя по действиям нападавших, их выкрикам и внешнему виду, террористы принадлежат к исламистской террористической организации». Есть данные, что все пять убитых террористов были членами террористической группы одного из сыновей Магомеда Омарова.
Член правления Национальной ассоциации юристов России Руслан Нагиев заявил, что братья Омаровы были сторонниками такфиризма. Из-за своих взглядов братья Омаровы устроили год назад конфликт с муфтиятом Дагестана. Они добивались назначения своего имама в мечеть села Сергокала, однако часть местных жителей не захотела видеть духовного главу — радикала.

## Жертвы
По уточнённым данным, которые утром 24 июня сообщил Следственный комитет России, погибли 15 сотрудников правоохранительных органов, четверо гражданских лиц, было убито пять нападавших. 25 июня стало известно о смерти ещё одного полицейского, пострадавшего от рук террористов — Наримана Насрулаева.
В числе погибших:
- начальник отдела полиции Дагестанских Огней Мавлудин Хидирнабиев[59];
- протоиерей Николай Котельников, настоятель Церкви Покрова Святой Богородицы в Дербенте, старейший клирик Махачкалинской епархии РПЦ[27][60];
- охранник Свято-Успенского кафедрального собора в Махачкале Михаил Вавилин[60][61].

46 человек было ранено. В больницу Махачкалы привезли 16 человек, 13 из них — полицейские.
По данным интернет-газеты «Взгляд», протоиерей Николай стал седьмым православным священником в России, погибшим от рук ваххабитов.

## Последствия
В Дагестане 24—26 июня объявили днями траура. Кроме того, Национальным антитеррористическим комитетом (НАК) в регионе был введён режим контртеррористической операции. В ходе операции был задержан глава Сергокалинского района Дагестана Магомед Омаров, член и секретарь регионального отделения партии «Единой России», исключенный из неё сразу после теракта. По словам Telegram-канала Baza, Омаров знал, что его сыновья и племянник являются приверженцами идеологии ваххабизма.
Указом Президента Российской Федерации Владимира Путина от 25 июня 2024 года орденом Мужества посмертно были награждены священник Николай Котельников и погибшие в терактах сотрудники полиции Дагестана. Медалью «За отвагу» был посмертно награждён охранник Свято-Успенского кафедрального собора в Махачкале Михаил Вавилин. Ещё 10 полицейских были награждены медалью «За храбрость» II степени с формулировкой «за мужество, отвагу и верность служебному долгу, проявленные при отражении террористической атаки».